# Sternarchella sima
Sternarchella sima és una espècie de peix pertanyent a la família dels apteronòtids.

## Descripció
- Pot arribar a fer 40 cm de llargària màxima.
- El perfil dorsal del cos és lleugerament convex i la del ventre gairebé recte.
- 197-215 radis a l'aleta anal.
- L'origen de l'aleta anal es troba al mateix nivell de l'obertura branquial.[6][7]

## Hàbitat
És un peix d'aigua dolça, bentopelàgic i de clima tropical.

## Distribució geogràfica
Es troba a Sud-amèrica: conques dels rius Amazones i Orinoco.

## Observacions
És inofensiu per als humans.